# Knights of the Zodiac
Knights of the Zodiac, conocida en japonés como Saint Seiya: The Beggining (聖闘士星矢 The Beginning?) y en Hispanoamérica como Los Caballeros del Zodiaco: Saint Seiya - El Inicio, es una película japonesa-estadounidense de 2023, dirigida por Tomasz Bagiński, escrita por Kiel Murray, Josh Campbell, Matt Stuecken, producida por Sony Pictures junto a Toei Company, y basada en la obra de Saint Seiya de Masami Kurumada. Está protagonizada por Mackenyu como Seiya/Pegaso junto a Madison Iseman, Sean Bean, Mark Dacascos, Famke Janssen, Nick Stahl, Diego Tinoco y David Torok.
Knights of the Zodiac se estrenó en Japón el 28 de abril de 2023 y en los Estados Unidos el 12 de mayo.

## Argumento
Cuando la diosa de la guerra Atenea se reencarna en el cuerpo de una niña llamada Sienna Kido (Iseman), Seiya (Mackenyu), un huérfano de la calle, descubre que está destinado a protegerla y salvar el mundo. Pero solo si puede enfrentarse a su propio pasado y convertirse en el Caballero del Zodiaco.

## Reparto
- Mackenyu como Seiya/Pegaso[2]
- Madison Iseman como Sienna Kido/Atenea[2]
- Sean Bean como Alman Kido[2]
- Famke Janssen como Guraad[2]
- Mark Dacascos como Mylock[2]
- Nick Stahl como Cassius[2]
- Diego Tinoco como Nero/Fénix
- David Torok como Jaki la Bestia[2]
- Caitlin Hutson como Marin/Águila

## Producción
El autor de Saint Seiya, Masami Kurumada, quería adaptarlo a una película de acción real casi mientras trabajaba en el manga, y en 2016, Toei Animation reveló por primera vez que tal adaptación estaba en desarrollo en la Comic Con Experience. El 21 de septiembre de 2021, The Hollywood Reporter informó de que Tomasz Baginski dirigirá la película de acción real, Josh Campbell y Matt Stuecken escribirán la película y Andy Cheng será el coordinador de dobles y coordinador de lucha de la que estará protagonizada por Mackenyu como Seiya/Pegaso, Madison Iseman como Sienna Kido/Atenea, Sean Bean como Alman Kiddo y Diego Tinoco como Nero/Fénix, un hombre contratado para matar a la vulnerable diosa. Famke Janssen, Nick Stahl y Mark Dacascos también forman parte del reparto de la película.

### Filmación
La filmación tuvo lugar entre julio y septiembre de 2021 en Hungría. Andy Cheng se encargó de la coordinación de la lucha y las acrobacias.

## Estreno
La película se estrenó en América Latina el 27 de abril de 2023 y el 28 de abril en Japón, seguida de un estreno en los Estados Unidos el 12 de mayo.

## Recepción
Knights of the Zodiac recibió reseñas generalmente negativas de parte de la crítica y de la audiencia. En el sitio web especializado Rotten Tomatoes, la película posee una aprobación de 21%, basada en 24 reseñas, con una calificación de 4.4/10, mientras que de parte de la audiencia tiene una aprobación de 55%, basada en más de 1000 votos, con una calificación de 3.1/5.
El sitio web Metacritic le dio a la película una puntuación de 35 de 100, basada en 8 reseñas, indicando "reseñas generalmente desfavorables". En el sitio IMDb los usuarios le asignaron una calificación de 4.4/10, sobre la base más de 9700 votos, mientras que en la página web FilmAffinity la cinta tiene una calificación de 3.4/10, basada en 1348 votos.